# Stazione di Taranto
Stazione di Taranto vasútállomás Olaszországban, Puglia régióban, Taranto településen.

## Vasútvonalak
Az állomást az alábbi vasútvonalak érintik:
- Taranto–Brindisi-vasútvonal
- Bari–Taranto-vasútvonal
- Bari–Martina Franca–Taranto-vasútvonal
- Jonica-vasútvonal

## Kapcsolódó állomások
A vasútállomáshoz az alábbi állomások vannak a legközelebb: 
- Stazione di Nasisi
- Stazione di Palagiano-Chiatona
- Stazione di Taranto Galese (Stazione di Bari Centrale, Bari–Martina Franca–Taranto-vasútvonal)